# Georg Werner (Schwimmer)

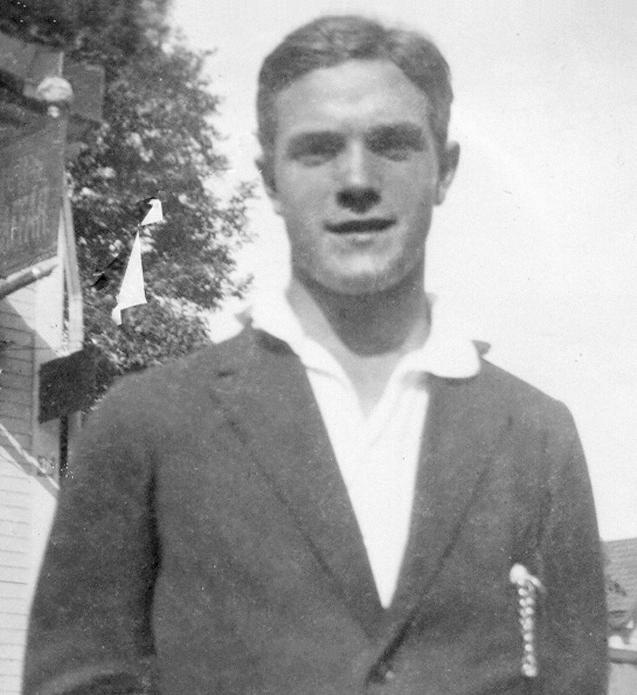
Georg Werner

Karl Oskar Georg Werner (* 8. April 1904 in Stockholm; † 26. August 2002 ebenda) war ein schwedischer Schwimmer, der bei Olympischen Spielen eine Bronzemedaille und bei Europameisterschaften zwei Bronzemedaillen gewann.

## Karriere
Georg Werner trat für den Sim- och Idrottsklubben Hellas aus Nacka an. 
Bei den olympischen Schwimmwettbewerben 1924 in Paris scheiterte Werner im Vorlauf über 100 Meter Freistil. Die schwedische 4-mal-200-Meter-Freistilstaffel erreichte in der Besetzung Thor Henning, Gösta Persson, Orvar Trolle und Georg Werner die zweite Runde. Im Semifinale und im Finale schwammen Åke Borg, Arne Borg, Orvar Trolle und Georg Werner. Diese vier Schwimmer belegten schließlich den dritten Platz hinter der Staffel aus den Vereinigten Staaten und den Australiern. Gemäß den bis 1980 gültigen Regeln erhielten nur die Staffelteilnehmer eine Medaille, die im Finale geschwommen waren.
Zwei Jahre später wurden in Budapest die Europameisterschaften 1926 ausgetragen, die ersten Europameisterschaften überhaupt. Über 100 Meter Freistil siegte der Ungar István Bárány knapp vor Arne Borg. Zweieinhalb Sekunden hinter Borg erreichte Werner als Dritter das Ziel. Die schwedische 4-mal-200-Meter-Freistilstaffel mit Åke Borg, Arne Borg, Eskil Lundahl und Georg Werner gewann ebenfalls Bronze hinter den Deutschen und den Ungarn. 1927 bei den Europameisterschaften in Bologna wurde Werner noch einmal Sechster über 100 Meter Freistil.